# Attilio Rapisarda
Attilio Rapisarda (Catania, 16 giugno 1882 – Catania, 3 luglio 1965) è stato un attore italiano del teatro dialettale siciliano e del cinema.

## Biografia
Debuttò nel 1906 alla compagnia teatrale di Giovanni Grasso, e successivamente approdò come «primo attor giovane» nella compagnia di Mimì Aguglia e Salvatore Lo Turco, della quale facevano parte anche Virginia Balistrieri e Rosina Anselmi.
Scioltasi quella compagnia nel 1908 dopo una lunga tournée, dal 1910 assieme all'attore Mariano Bottino costituì un fortunato sodalizio artistico, con la compagnia teatrale denominata Compagnia Bottino-Rapisarda, che esordì nell'anno medesimo con il Malìa di Capuana al Teatro Politeama di Palermo, a cui fece seguito nel 1911, l'interpretazione al Teatro Bellini di Napoli. La coppia artistica Bottino-Rapisarda approdò anche sulla scena cinematografica, quando scritturati dalla Roma Film, nel 1912 esordirono in La zolfara. Nel periodo muto i due attori catanesi, girarono pellicole fino al 1916, e collaborarono con altre case di produzione come la  Cines e la Katana film.
Separatosi artisticamente da Bottino, fu più volte richiamato nelle compagnie di Grasso, e riscosse enorme successo interpretando il ruolo di Turiddu, famoso personaggio verghiano della Cavalleria Rusticana. Tra il 1924 e il 1929 fu a capo della compagnia teatrale denominata Scene e canti siciliani - dove venivano interpretate le canzoni della tradizione siciliana sceneggiate da Antonino Russo Giusti - e nel corso degli anni trenta, tornò all'arte drammatica, dirigendo altre formazioni teatrali.
Più sporadiche furono le apparizioni sulle scene nel dopoguerra, periodo in cui Rapisarda, ebbe all'attivo qualche interpretazione con il ruolo di «caratterista» nel cinema sonoro, negli anni cinquanta, in pellicole che ebbero per protagonisti attori come Totò e Alberto Sordi.

## Filmografia parziale
- La zolfara, regia di Alfredo Robert (1912)
- Alba di libertà, regia di Gian Orlando Vassallo (1915)
- Presentat-arm!, regia di Gian Orlando Vassallo (1915)
- Per te, amore!, regia di Raffaele Cosentino (1916)
- Il latitante, regia di Raffaele Cosentino (1916)
- Vincolo segreto, regia di Gian Orlando Vassallo (1916)
- Anni facili, regia di Luigi Zampa (1953)
- Accadde al commissariato, regia di Giorgio Simonelli (1954)
- Questa è la vita, regia di Aldo Fabrizi, Giorgio Pàstina, Mario Soldati e Luigi Zampa (1954)
- Buonanotte... avvocato!, regia di Giorgio Bianchi (1955)